# Lusagyugh (Armavir)
Lusagyugh (in armeno Լուսագյուղ?) è un comune dell'Armenia di 1 193 abitanti (2009) della provincia di Armavir.